# Strój muzyczny
Strój muzyczny – termin oznaczający w muzykologii system dźwiękowy oparty na przyjętej wysokości dźwięku, którym współcześnie jest dźwięk a1 o częstotliwości 440 Hz. Urządzeniem wzorcowym jest kamerton. Pojęcie strój muzyczny bywa niekiedy utożsamiane z terminem system dźwiękowy.